# Staustufe Krotzenburg
Die Staustufe Krotzenburg ist ein Wehr mit Schleuse und Teil der Bundeswasserstraße Main bei Kilometer 63,85. Sie untersteht dem Wasserstraßen- und Schifffahrtsamt Main. Über den Fußgängersteg der Schleuse sind die beiden Gemeinden Großkrotzenburg am nördlichen Mainufer und der Hainburger Ortsteil Klein-Krotzenburg am südlichen Mainufer miteinander verbunden. Die nächste Staustufe mainabwärts ist die Staustufe Mühlheim, nachdem die Staustufe Kesselstadt in den Jahren 1987–89 abgerissen wurde. Mainaufwärts ist seit dem Abriss der Staustufe Großwelzheim im Jahre 1970 die nächste Staustufe Kleinostheim.

## Technik
Das Wehr der Staustufe ist unterteilt in drei Segmente. Die Stauung in jedem Segment erfolgt durch absenkbare Klappenwehre, mit einem Wehrverschluss von 36 m Breite, der das Wasser bis auf eine Fallhöhe von 2,74 m staut. Auf der nördlichen Mainseite auf Großkrotzenburger Seite befinden sich die beiden Schleusenkammern für die Großschifffahrt und eine Bootsschleuse. Die nördlichste Kammer beruht noch auf der alten Schleuse von 1921. Der Wasserbedarf für eine Füllung beträgt 11,000 Kubikmeter, die in etwa zehn Minuten erfolgt. Nutzlänge der beiden Schleusenkammern ist 300, bzw. 302 m, bei einer jeweiligen Nutzbreite von 12 m.
Die Schleusenkammern werden seit Juni 2014 aus einer Leitzentrale Aschaffenburg ferngesteuert. Die Bootsschleuse wird nach wie vor von den Nutzern selbst bedient und hat eine Nutzlänge von 19,65 m bei einer Breite von 4,00 m.

### Geplante Wasserkraftnutzung
Im März 2008 hat das Wasserstraßen- und Schifffahrtsamt Juwi mit der Projektentwicklung eines Wasserkraftwerks beauftragt, die nach Fertigstellung jährlich einen festen Betrag an die Bundeskasse entrichten will, unabhängig von der tatsächlichen Stromerzeugung.
Nach ersten Plänen werden in dem südlichsten Wehrsegment auf Klein-Krotzenburger Seite der Schleuse vier sogenannte Very-Low-Head-Turbinen (VLH) eingesetzt, die besonders effizient aus der geringen Fallhöhe von 2,74 m elektrische Energie erzeugen. Ein besonderes Augenmerk bei dem Entwurf wird dabei auf die Fischfreundlichkeit und dem störungsfreien Hochwasserdurchfluss genommen, ohne bauliche Änderungen an der bisherigen Staustufe zu erfordern. Die geplante Nennleistung des Kraftwerks liegt bei 4 × 440 kW.
Ende 2014 wurde die Firma Juwi mehrheitlich von dem Mannheimer Versorger MVV Energie AG übernommen, was dazu führte, dass alle laufenden Projekte eine neue Priorisierung erhalten haben. Zwar sind schon wesentliche Punkte für die Erteilung des Baurechts beim Regierungspräsidium Darmstadt abgearbeitet, für die Wasserkraftnutzung der Staustufe Krotzenburg sucht die Firma jedoch einen Kooperationspartner, bevor das Projekt weitergeführt wird. Nach Aussage eines Mitarbeiters des Wasserstraßen- und Schifffahrtsamtes Aschaffenburg in einem Artikel der Frankfurter Rundschau hat die Firma Juwi das Projekt zurückgegeben.

## Geschichte

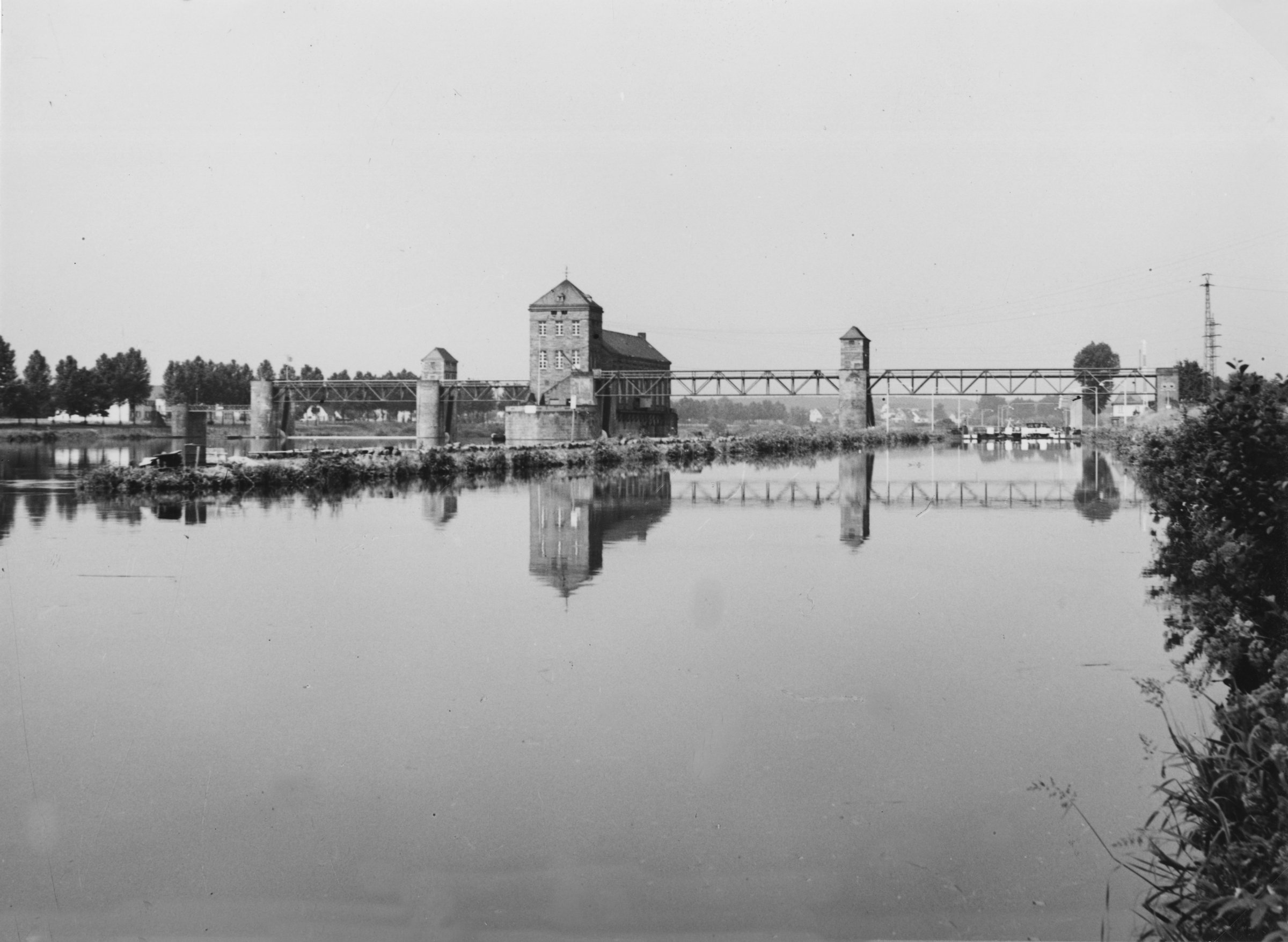
Die alte Staustufe Krotzenburg von Großkrotzenburg aus gesehen. Quelle ist die Bundesanstalt für Wasserbau

Nach der Kanalisierung des Untermains von der Mündung bis Frankfurt Ende des 19. Jahrhunderts, wurde in einer zweiten Phase der Main bis 1921 hinauf nach Aschaffenburg kanalisiert. In der Phase wurde in der Zeit von 1915 bis 1920 die Staustufe Krotzenburg gebaut. Sie war zu der Zeit die erste mit modernem Walzenwehr (Trommelwehr).
Im Rahmen einer Erneuerungsphase der Staustufen des Mains wurde in der Zeit von 1979 bis 1983 bei Krotzenburg weiter mainabwärts eine neue Staustufe gebaut. Die geringe Fallhöhe machte zu der Zeit die Wasserkraftnutzung nicht wirtschaftlich, und so wurde kein Wasserkraftwerk eingebaut.

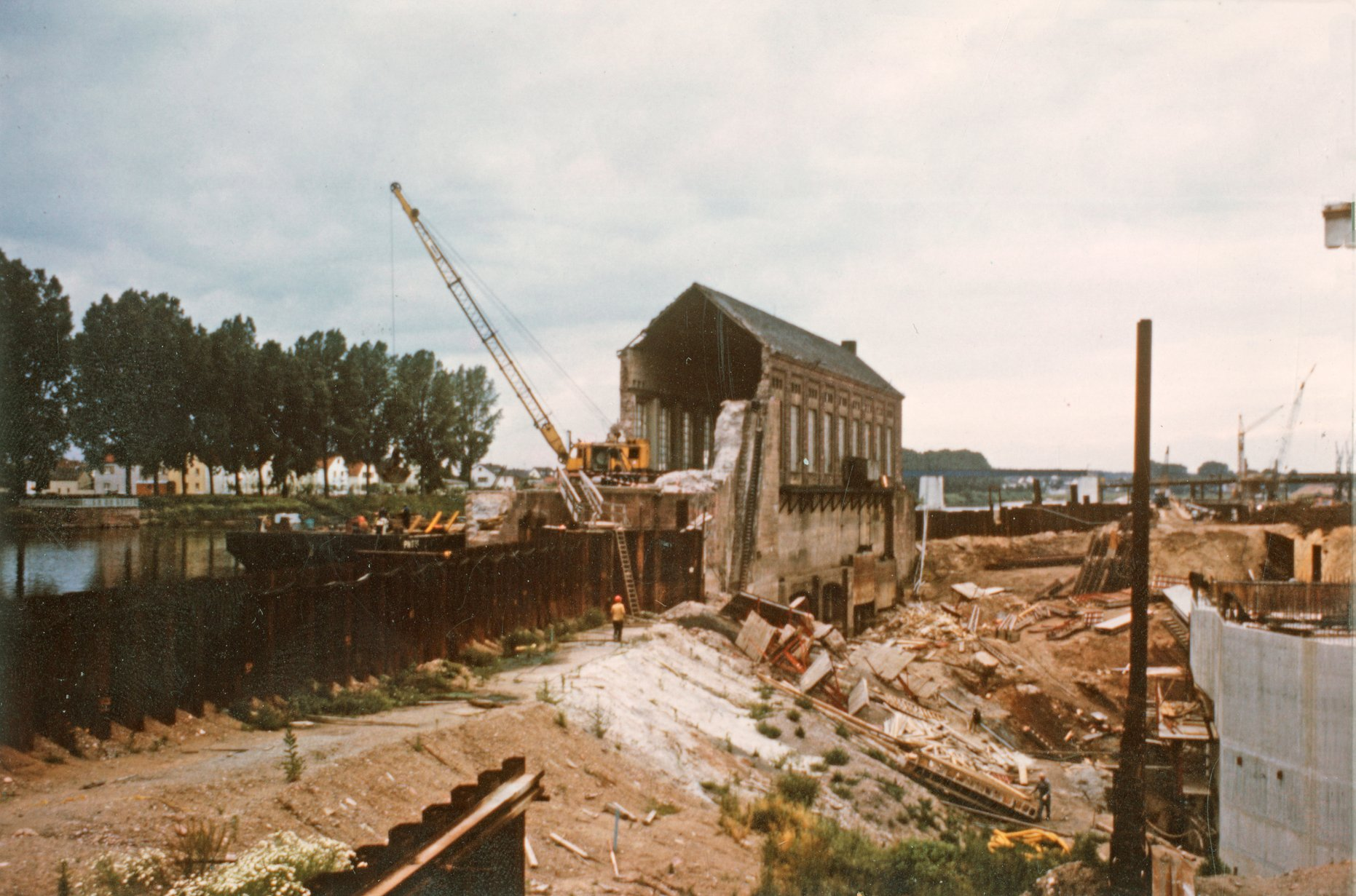
Abriss der alten Staustufe Krotzenburg. Quelle Bundesanstalt für Wasserbau.

Nach dem Bau und der Inbetriebnahme der neuen Staustufe wurde damit begonnen, die alte abzureißen. Als letzter zäher Prozess erwies sich der Abriss des Kraftwerksgebäudes, der mit Presslufthammer und Sprengstoff vonstattenging.
Auf Großkrotzenburger Seite erinnert heute ein altes Turbinenrad an die Stelle der alten Staustufe. Auf der anderen Mainseite eine Skulptur „Alte Schleuse“.
Im Juni 1997 ereignete sich an der Schleuse ein schwerer Unfall, bei dem drei junge Mitarbeiter vom Wasserstraßen- und Schifffahrtsamt Aschaffenburg ums Leben kamen. Zwei mit den Arbeitern besetzte Nachen kenterten. Eine Gedenktafel auf Klein-Krotzenburger Seite erinnert an die Verstorbenen.

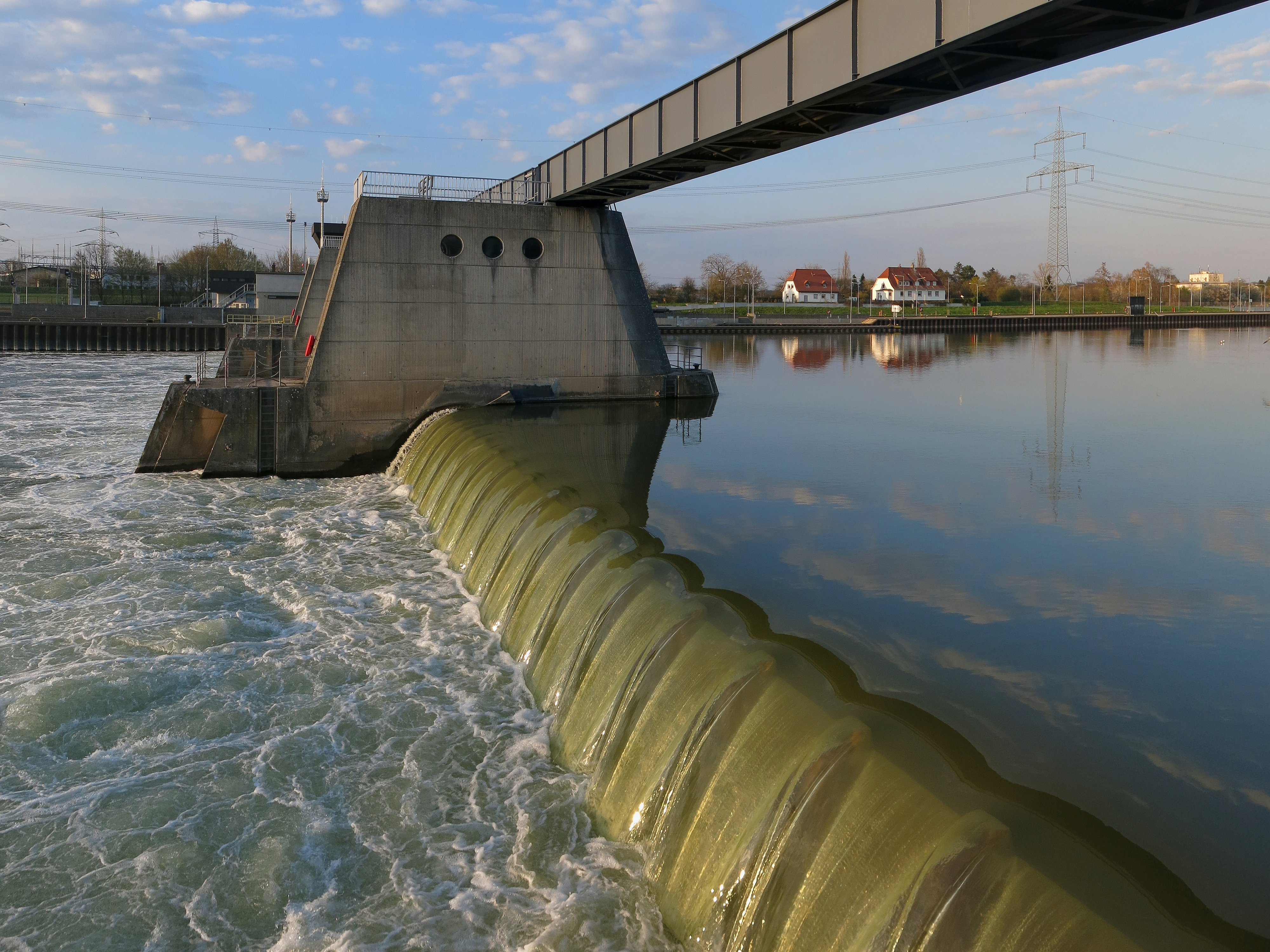
Segment mit Klappenwehr
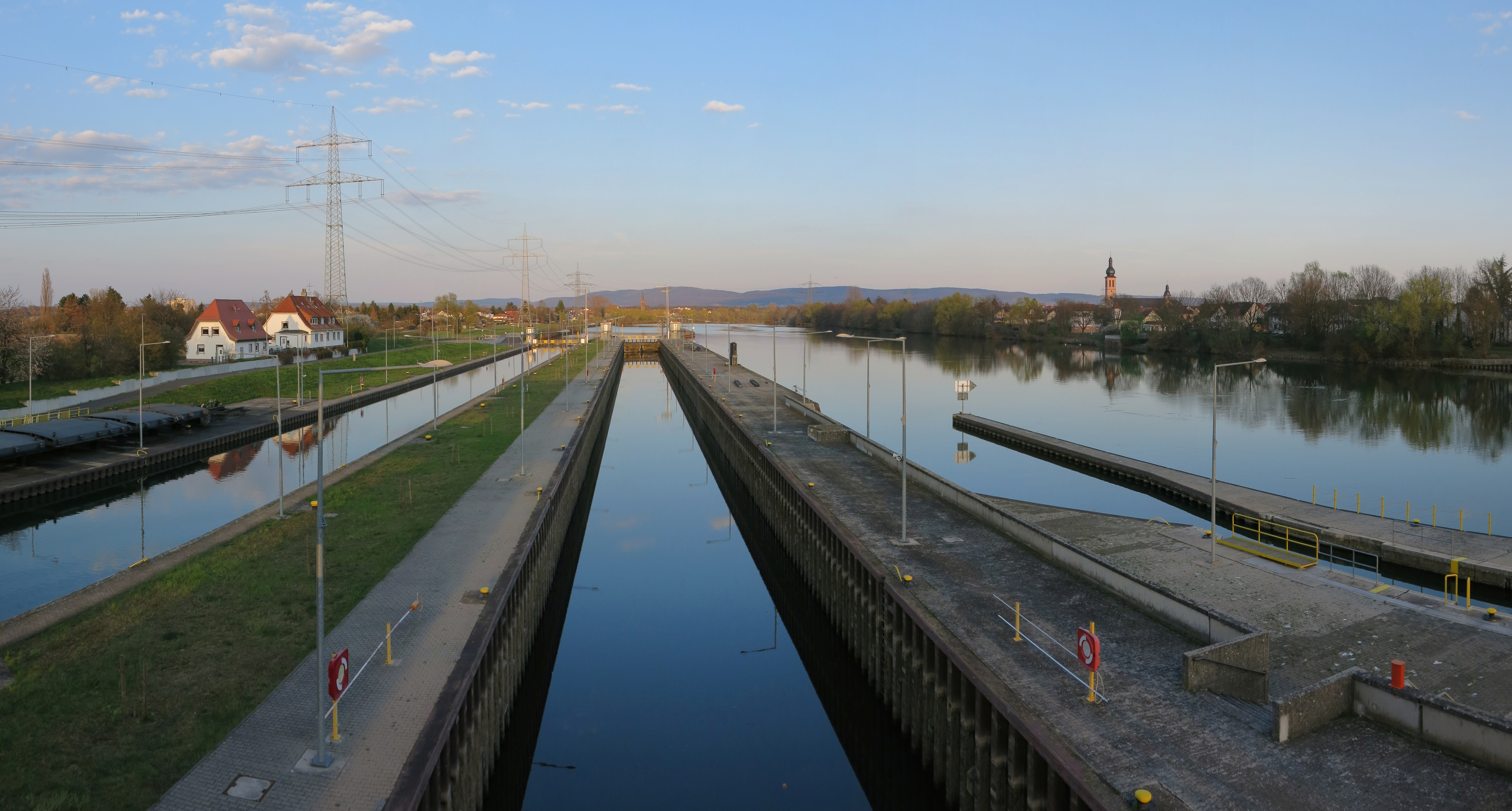
Schleusenbecken
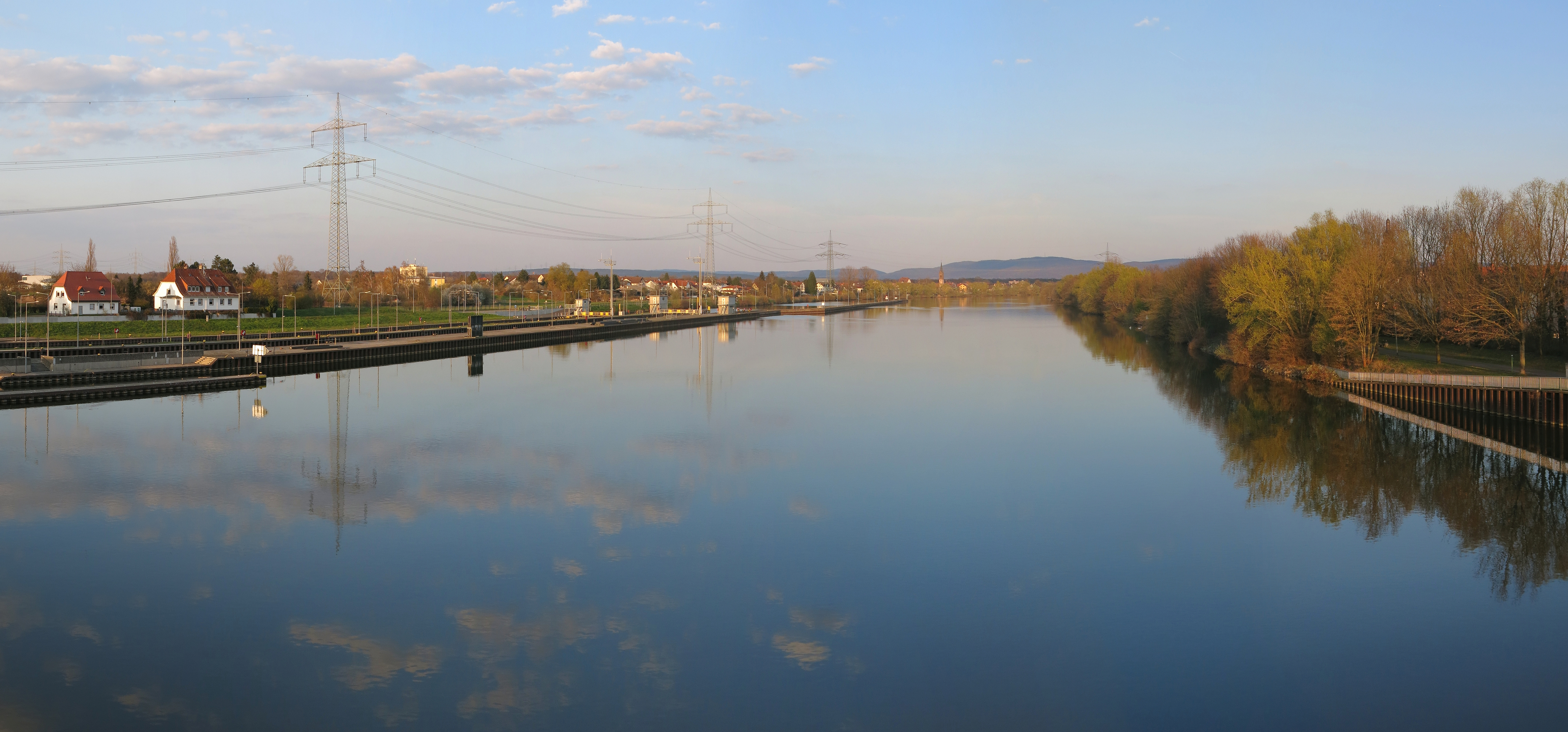
Oberwasser
Gesamtansicht von Südwesten
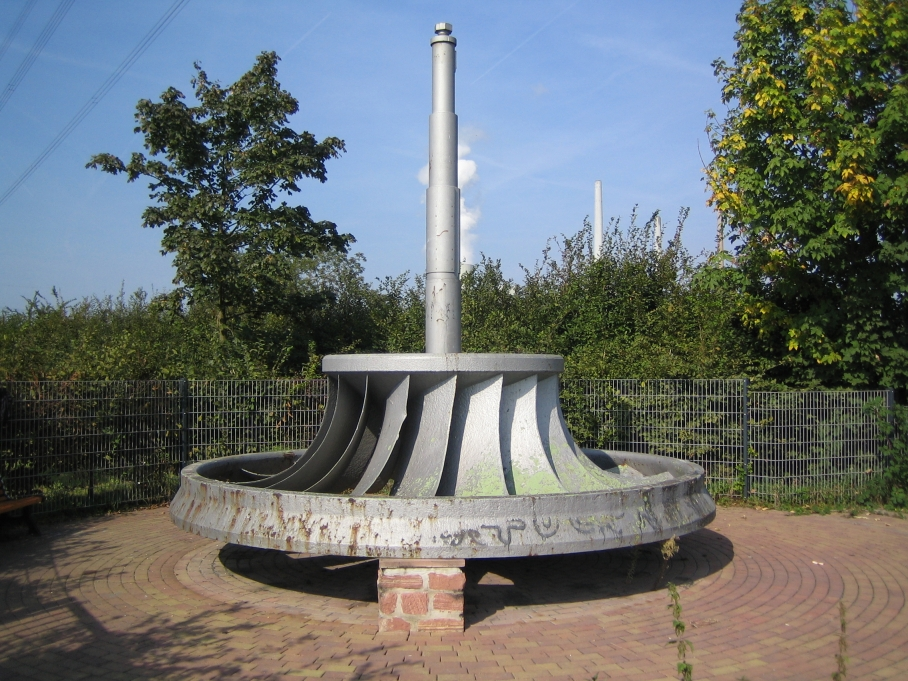
Turbinenrad Staustufe Krotzenburg
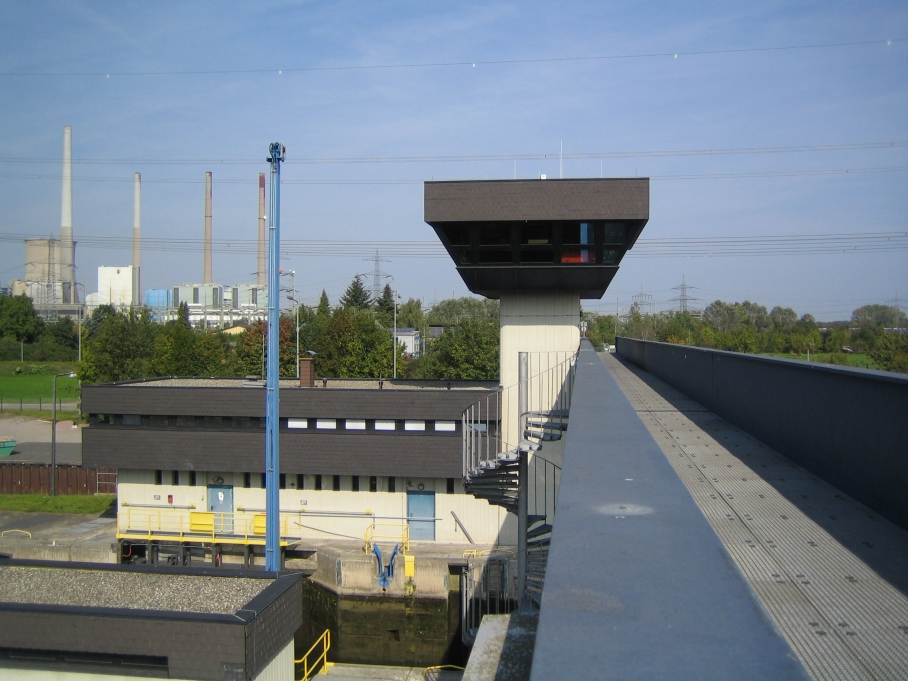
Staustufe Krotzenburg Warte
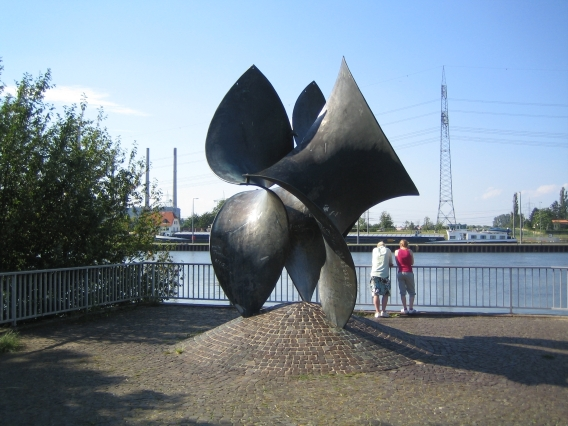
Skulptur „Alte Schleuse“